# Роза Ферер Обиолс
Роза Ферер Обиолс (кат. Rosa Ferrer Obiols; 23. април 1960 — 10. фебруар 2018) била је андорска правница, политичарка, градоначелница Андоре ла Веље 2007—2015. и министарка здравља, социјалне заштите и запошљавања Андоре до 4. јануара 2016. године.

## Биографија
Рођена је 23. априла 1960. у Андори ла Вељи. Дипломирала је право на Универзитету у Барселони. Каријеру је започела 1979. године у суду Кортса Кнежевине Андоре као правосудни службеник. Радила је као шеф службе у Генералном секретаријату Владе Андоре и у приватном сектору нудећи своје адвокатске услуге преко две андорске адвокатске фирме. Године 1983. је започела политичку каријеру у партијском тиму Renovació Parroquial. Касније је постала члан Entesa i Progrés, а потом и милитант Нове демократије. Године 2001. је била један од оснивача Социјалдемократске партије Андоре, секретарка и директорка међународних односа испред Социјалистичке интернационале и Партије европских социјалиста. Била је генерална саветница 1994—2001. и од 2005. до 2. децембра 2007. када је била на челу изборне листе Социјалдемократске партије на општинским изборима. Постала је градоначелница Андоре ла Веље 2007. и 2011. године. Поднела је 22. јануара 2015. оставку како би се кандидовала на општим изборима 1. марта исте године у коалицији са Демократима из Андоре. Заузела је место у Генералном савету, а премијер Антони Марти ју је именовао за министарку за институционалне односе, социјалне услуге и запошљавање Кнежевине Андоре, а 21. априла 2015. је постала министарка здравља, социјалне заштите и запошљавања. Поднела је 4. јануара 2016. оставку због неслагања са политичким управљањем Владе и распада коалиције. Од 2015. се бавила адвокатуром у Андори до своје смрти 10. фебруара 2018, преминула је од карцинома.

## Награде
- Орден принца Хенрија од председника Португалске Републике 10. јуна 2011.[6]
- Национални орден Легије части од председника Француске 24. јануара 2013.
- Уважени гост Морелије од 17. септембра 2014.